# Saliano
Saliano è una località montana del comune italiano di Rogliano, in provincia di Cosenza. Negli anni 1930 per un breve periodo ha fatto parte del comune di Parenti.

## Geografia fisica
Si trova ad un'altitudine di 1020 metri sul livello del mare. Saliano è situata alle falde dei monti della Sila, a pochi chilometri dal confine con il comune di Parenti sulla riva sinistra del fiume Savuto. Dista circa 20 km dalla località turistica di Lorica e 20 km dal centro del comune di Rogliano.

## Storia
Sull'origine del nome Saliano, il Barillaro nel volume "Calabria - Guida artistica e archeologica", riporta : "Saliano, frazione di Rogliano, dal latino Salianum, possesso di un Salius, forse un personaggio, signore e possidente di terre silane". In altro dizionario etimologico dei luoghi Saliano è citato come Villa Salius.
L'origine romana del toponimo fondiario è avvalorata dalla presenza nella zona di altri nuclei abitativi con il tipico suffisso latino: Rogliano, Carpanzano, Martirano, Pedivigliano e Scigliano. In effetti l'antica via Annia costruita dai Romani dopo le guerre puniche partiva da Sibari e raggiungeva l'odierna Vibo Valentia attraversando Cosenza. Da Cosenza la strada proseguiva verso il fiume Savuto, risaliva verso Martirano e poi ripiegava sulla costa tirrenica. Presso il Savuto esisteva una stazione di ristoro per i soldati romani: “Ad Sabutum”, posta lungo un vecchio transito già noto in età protostorica e utilizzato dagli astuti romani nelle loro incursioni, attorno a cui edificarono villaggi rurali da utilizzare come accampamenti o rifugi.Pertanto, l'origine di Saliano può essere quella di accampamento o rifugio romano posto alle pendici dei monti della Sila.